# Elite da Tropa
Elite da Tropa é um livro policial brasileiro escrito pelos ex-policiais André Batista e Rodrigo Pimentel, em parceria com o antropólogo Luiz Eduardo Soares. Foi publicado em 2006 pela Editora Objetiva. É o livro que deu origem ao filme Tropa de Elite (2007), do cineasta José Padilha. 

## Sinopse
O livro mostra histórias sobre o Batalhão de Operações Policiais Especiais (BOPE), considerado um esquadrão de elite na Polícia Militar do Estado do Rio de Janeiro. Baseado em relatos reais de ex-policiais do BOPE, Elite da Tropa mostra os oficiais como uma tropa incorruptível e extremamente violenta; com os homens treinados para agirem com força máxima na guerra urbana nas favelas do Rio de Janeiro. Treinados de forma brutal, são um um grupo pequeno e fechado de homens moldados para se transformarem em "cães selvagens" que respeitam apenas as regras da guerrilha urbana. Um dos seus lemas era "em caso de dúvida, mate".
O livro é apresentado em vinhetas e crônicas onde os fatos e cenários foram reescritos em parte ou no seu todo, incluindo várias operações e histórias cotidianas; formando uma narrativa de ficção usada como vetor para transportar o leitor pelos temas. Entre as mais atrevidas, está o plano para assassinar Leonel Brizola, na época, governador do Rio de Janeiro.
A primeira parte - “Diário de Guerra” - concentra-se em relatos sobre o cotidiano dos policiais do BOPE, enquanto na segunda, um dos personagens do livro segue numa trava de alianças improváveis envolvendo autoridades de segurança, traficantes, políticos e policiais; demonstrando o equilíbrio de poder no estado.

## Recepção
Elite da Tropa se tornou um bestseller, com 170 mil unidades comercializadas. A narrativa emocionante e a linguagem coloquial tornaram o livro acessível para públicos diversificados - dos entusiastas militares ao leitor mais casual. O livro foi traduzido (com o título do filme) e publicado em seis países:
- Argentina (Tropa de Elite),
- Espanha (Tropa de Elite),
- Portugal (Tropa de Elite),
- Itália (Tropa de Elite),
- Polônia (Elitarni),
- Estados Unidos (Elite Squad).

Na França, o livro foi intitulado Troupe d'Élite - Dans l'enfer des favelas. O livro também foi traduzido em hebraico e publicado em Israel como יחידת עילית, significando "Unidade de Elite".
A sua edição original é ilustrada com um capacete de kevlar na capa, com o símbolo do BOPE de faca na caveira. As edições posteriores (brasileiras e internacionais) incorporaram cenas do filme, mostrando o personagem Capitão Nascimento (Wagner Moura) como capa.
A continuação, Elite da Tropa 2, foi publicada em 2010 com o lançamento do filme Tropa de Elite 2: O Inimigo Agora É Outro. Com uma estimativa inicial de mais de 250 mil exemplares vendidos, rendendo R$ 7,5 milhões em livros.
A apresentação feita nos livros e no filme alavancou o BOPE para o imaginário popular. Entre as muitas representações, está a aparição do BOPE como personagens no famoso jogo eletrônico Rainbow Six: Siege representando o Brasil. Em 2019, o Comando do BOPE anunciou a publicação de um livro de fotografias apresentando os operadores "como heróis". Em 24 de setembro de 2020, a autora japonesa Shiori Amase transformou o BOPE em um mangá com Caveira de Deus (Kami no CAVEIRA, em japonês), um quadrinho de capítulo único. A escrita da palavra "Caveira" em katakana é proposital e indicativa da força e reconhecimento internacional do símbolo do BOPE.